# Чарльз Р. Морріс
Чарльз Р. Морріс (23 жовтня 1939 — 13 грудня 2021) — американський банкір, письменник, юрист. Написав п'ятнадцять книг і регулярно писав статті в Los Angeles Times, The Wall Street Journal та The Atlantic Monthly.

## Біографія
Народився 23 жовтня 1939 року в Окленді, Каліфорнія. Його батько Чарльз Б. Морріс працював техніком на чорнильній фабриці, а мати Мілдред була домогосподаркою. Морріс відвідував семінарію Матері Спасителя в Блеквуді, штат Нью-Джерсі, і отримав ступінь бакалавра в Пенсільванському університеті в 1963.
Після закінчення навчання Морріс вирішив працювати в уряді штату Нью-Джерсі, обіймаючи посаду директора відділу економічних можливостей з 1965 по 1969 рік. Потім він перевівся в уряд Нью-Йорка, де працював помічником директора з бюджету і директором із соціального забезпечення. Одночасно навчався на юридичному факультеті Пенсільванського університету, який закінчив у 1972 році. З його досвідом він був прийнятий на роботу в штат Вашингтон на посаду секретаря служби соціальної охорони здоров'я. Всього Морріс пропрацював в уряді 12 років.
Після виходу з уряду Морріс працював віце-президентом з міжнародних фінансів у Chase Manhattan Bank. На цій роботі Морріс використав досвід роботи в міському уряді, внаслідок чого опублікував свою першу книгу «Ціна добрих намірів: Нью-Йорк та ліберальний експеримент» (англ. The Cost of Good Intentions: New York City and the Liberal Experiment) (1981). Після переходу в інші області групи Corporate Banking, Морріс пішов зі сфери і п'ятнадцять років працював керуючим директором Devonshire Partners, консалтингової фірми з фінансових технологій.
Морріс написав книгу «Комп'ютерні війни: Падіння IBM і майбутнє західних технологій» (англ. Computer Wars: The Fall of IBM and the Future of Western Technology (1993) у співпраці з комп'ютерним консультантом Чарльзом Х. Фергюсоном. Коли в 1999 році Фергюсон став одним із засновників компанії Capital Thinking Inc., що займається фінансовим програмним забезпеченням, Морріс незабаром став там віце-президентом з фінансів та адміністрації. Приблизно в серпні 2000 Морріс був призначений головним операційним директором. До листопада 2001 року він також обіймав посаду президента компанії. Морріс залишався в компанії до 2004 року; його бізнес дозволив йому побачити зростання торгівлі кредитними деривативами, що призвело його до написання книги «Meltdown».
Написав понад 10 книг, у тому числі «Американський католик» (American Catholic) та «Гроші, жадібність та ризик» (Money, Greed, and Risk), «Фінансові генії Америки» (The Tycoons). Публікувався в Los Angeles Times, The Wall Street Journal, The New York Times, The Harvard Business Review та The Atlantic Monthly.
Морріс помер від ускладнень деменції в Хемптоні, штат Нью-Гемпшир, 13 грудня 2021 року у віці 82 років, того ж дня, що й один із його братів і сестер.

## Особисте життя
Морріс був одружений з Беверлі Гілліган Морріс, і у них було троє дітей.

## Нагороди
- премія Gerald Loeb за видатну ділову та фінансову журналістику (2009).

## Книги
- «The Sages: Warren Buffett, George Soros, Paul Volcker, and the Maelstrom of Markets» (2009)
- «The Two Trillion Dollar Meltdown» (2009)
- «The Trillion Dollar Meltdown» (2008)
- «The Surgeons: Life and Death in a Top Heart Center» (2007)
- The Tycoons: How Andrew Carnegie, John D. Rockefeller, Jay Gould, and J. P. Morgan Invented the American Supereconomy (2005)
  - Фінансові генії Америки. Як Ендрю Карнегі, Джон Д. Рокфеллер, Джей Гульд та Дж. П. Морган створили американську суперекономіку. - Дніпропетровськ: Баланс Бізнес Букс, 2010. — 384 с. — ISBN 978-966-415-011-5
- «American Catholic: The Saints and Sinners Who Built America’s Most Powerful Church» (1997)
- «The Aarp: America’s Most Powerful Lobby and the Clash of Generations» (1996)
- «Money, Greed, and Risk: Why Financial Crises and Crashes Happen» (1999)
- «Computer Wars: The Fall of IBM and the Future of Western Technology» (1993)
- «The Coming Global Boom» (1990)
- «Iron Destinies, Lost Opportunities: The Arms Race Between the United States and the Soviet Union, 1945—1987» (1988)
- «The Cost of Good Intentions: New York City and the Liberal Experiment» (1981)

## Фільми
Морріс з'являється в оскароносному документальному фільмі 2010 Інсайдери.